# Höfðahreppur
Höfðahreppur is een gemeente in het noorden van IJsland in de regio Norðurland vestra. De gemeente heeft 534 inwoners (in 2006) en een oppervlakte van 53 km². De grootste plaats in de gemeente is Skagaströnd.
Húnaþing vestra · Húnabyggð · Skagabyggð · Skagafjörður · Skagaströnd